# Dalila & Julius
Dalila & Julius (Delilah & Julius) è una serie animata canadese del 2005 animata da Decode Enntertainment e Collideascope Digital Productions, utilizzando la tecnologia Macromedia Flash. È stata trasmessa in Canada su Teletoon il 14 agosto del 2005, mentre in Italia arrivò nel 2009 su DeA Kids.

## Trama
La serie è incentrata su una coppia di due giovani adulti altamente qualificati, Dalila Devonshire e Julius Chevalier, entrambi figli orfani di agenti speciali. Insieme, si sono diplomati all'Accademia, una struttura di addestramento guidata da Al, un agente speciale dallo spirito libero che coinvolge i due nella lotta internazionale contro il crimine e una miriade di criminali. I due lottano si comportano sul lavoro come coppia di spie esperte e ben addestrate.

## Personaggi e doppiatori
| Personaggio       | Doppiatore originale | Doppiatore italiano |
| ----------------- | -------------------- | ------------------- |
| Dalila Devonshire | Marieve Herington    | Monica Vulcano      |
| Julius Chevalier  | Fabrizio Filippo     | Francesco Pezzulli  |
| Al                | Robert Smith         | Pasquale Anselmo    |